# Andrea Conte
Andrea Conte (Fondi, 3 giugno 1954) è un ex calciatore italiano, di ruolo attaccante.

## Carriera
Cresciuto calcisticamente nelle giovanili del Milan, senza riuscire ad approdare in prima squadra, ha disputato 105 incontri con 16 reti all'attivo in Serie B con le maglie di Arezzo (3 presenze nell'annata 1973-1974) e Palermo.
Nella stagione 1978-1979 coi rosanero ha giocato la finale di Coppa Italia persa per 2-1 contro la Juventus.

## Palmarès

### Club

#### Competizioni internazionali
- Coppa Anglo-Italiana: 1

Cosenza: 1983